# Stanley Glover
Stanley Glover, född 18 april 1908 i Newcastle upon Tyne i Tyne and Wear, död 23 februari 1964 i Saskatoon, var en kanadensisk friidrottare.
Glover blev olympisk bronsmedaljör på 4 x 400 meter vid sommarspelen 1928 i Amsterdam.